# Allievi (atletica leggera)

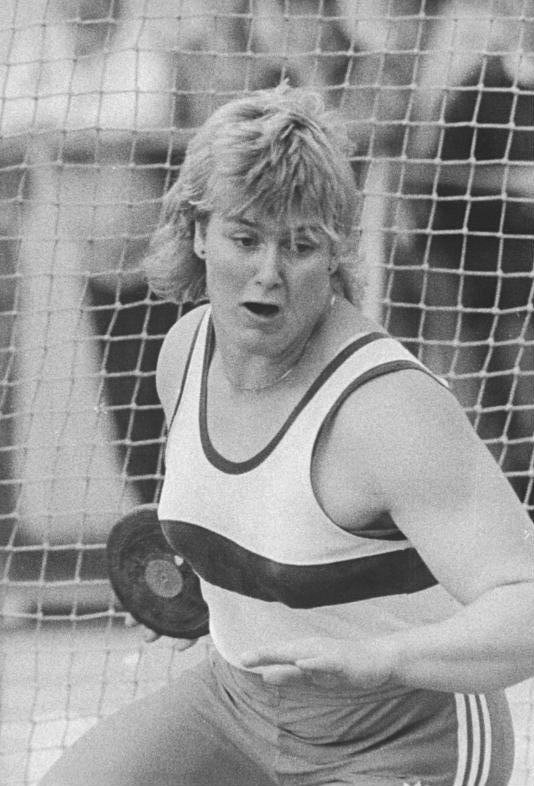
A tutt'oggi, da oltre anni, Ilke Wyludda detiene la migliore prestazione mondiale U18 nel lancio del disco

La categoria allievi (o allieve per le femmine), a livello internazionale denominata under 18 o anche youth, è una suddivisione dell'atletica leggera stabilita in base all'età dalla World Athletics. Comprende tutti gli atleti che, entro il 31 dicembre dello stesso anno in cui gareggiano per la categoria, abbiano compiuto 16 o 17 anni. Per tale ragione viene anche usato il termine under 18, poiché nessuno tra gli atleti ha già raggiunto la maggiore età. Relativamente all'anno 2025, sono allievi o allieve tutti gli atleti che siano nati negli anni 2008 e 2009.
Viene inoltre considerata la prima tra categorie assolute: un allievo può gareggiare insieme a qualunque atleta di età maggiore, sebbene di norma le classifiche e le premiazioni vengono composte separatamente.

## Discipline

### Corse, marcia e concorsi
Nella categoria allievi è possibile gareggiare in quasi tutte le discipline della categoria seniores, con alcune eccezioni:
- per ciò che riguarda il mezzofondo, la gara dei 3 000 metri siepi viene sostituita dai 2 000 m siepi e, analogamente, la distanza dei 5 000 metri viene ridotta a soli 3 000 m. In pista non sono previste discipline che chiedano di percorrere distanze superiori, pertanto non esiste una gara equivalente ai 10 000 metri piani;
- i 20 ed i 50 km di marcia su strada sono anch'essi ridimensionati rispettivamente a 10 000 m per i ragazzi e 5 000 m per le ragazze, entrambe discipline da svolgersi in pista;
- pur utilizzando le medesime pedane e condividendo le stesse distanze tra gli ostacoli delle altre categorie assolute, talvolta vengono adoperate attrezzature con masse e dimensioni differenti da quelle standard,[3] come riassumono le tabelle che seguono.[4][5][6]

| Uomini                 | Uomini                   | Uomini                   | Uomini         | Uomini         |
| Disciplina             | Altezza ostacoli o siepi | Altezza ostacoli o siepi | Massa attrezzo | Massa attrezzo |
| Disciplina             | Seniores                 | Allievi                  | Seniores       | Allievi        |
| ---------------------- | ------------------------ | ------------------------ | -------------- | -------------- |
| 110 m ostacoli         | 1,067 m                  | 0,914 m                  | —              | —              |
| 400 m ostacoli         | 0,914 m                  | 0,838 m                  | —              | —              |
| 2 000 m siepi          | —                        | 0,914 m                  | —              | —              |
| 3 000 m siepi          | 0,914 m                  | —                        | —              | —              |
| Getto del peso         | —                        | —                        | 7,260 kg       | 5,000 kg       |
| Lancio del disco       | —                        | —                        | 2,000 kg       | 1,500 kg       |
| Lancio del martello    | —                        | —                        | 7,260 kg       | 5,000 kg       |
| Lancio del giavellotto | —                        | —                        | 800 g          | 700 g          |

| Donne                  | Donne                    | Donne                    | Donne          | Donne          |
| Disciplina             | Altezza ostacoli o siepi | Altezza ostacoli o siepi | Massa attrezzo | Massa attrezzo |
| Disciplina             | Seniores                 | Allieve                  | Seniores       | Allieve        |
| ---------------------- | ------------------------ | ------------------------ | -------------- | -------------- |
| 100 m ostacoli         | 0,838 m                  | 0,762 m                  | —              | —              |
| 400 m ostacoli         | 0,762 m                  | 0,762 m                  | —              | —              |
| 2 000 m siepi          | —                        | 0,762 m                  | —              | —              |
| 3 000 m siepi          | 0,762 m                  | —                        | —              | —              |
| Getto del peso         | —                        | —                        | 4,000 kg       | 3,000 kg       |
| Lancio del disco       | —                        | —                        | 1,000 kg       | 1,000 kg       |
| Lancio del martello    | —                        | —                        | 4,000 kg       | 3,000 kg       |
| Lancio del giavellotto | —                        | —                        | 600 g          | 500 g          |

### Prove multiple
La specialità di prove multiple merita un approfondimento a parte.
Per quanto riguarda gli allievi maschi, dal 49º Congresso IAAF, svoltosi a Mosca il 7 agosto 2013, si gareggia di nuovo con il decathlon (dieci gare), mentre nelle competizioni indoor il pentathlon subentra all'eptathlon. Al contrario, non vi sono differenze nella composizione delle prove multiple per le allieve, che rimane inalterata rispetto alle categorie superiori, ossia l'eptathlon outdoor ed il pentathlon indoor.
Sebbene rimangano invariate le tabelle di punteggio, vengono tuttavia mantenute le medesime restrizioni sugli attrezzi applicabili alle singole specialità: vale a dire che la prestazione di un allievo nel tiro del giavellotto (il cui peso è di 700 g) riceverà lo stesso punteggio di un atleta più anziano che, nonostante ottenga la stessa misura, utilizza un attrezzo più pesante (precisamente di 800 g).
Da notare, inoltre, che le tabelle di punteggio valide per le prove multiple non coincidono con quelle elaborate per determinare le graduatorie delle singole specialità.
Come accade per le prove multiple outdoor, anche le gare del decathlon allievi e dell'eptathlon allieve si svolgono in due giornate consecutive, rispettando un prefissato ordine stabilito dalla World Athletics. Le gare del pentathlon indoor, al contrario, vengono svolte in una singola giornata.
|                  | Allievi                                                                               | Allieve                                                            |
| ---------------- | ------------------------------------------------------------------------------------- | ------------------------------------------------------------------ |
| Prima giornata   | 100 m piani · Lungo · Peso (5 kg) · Alto · 400 m piani                                | 100 m ostacoli (76,2 cm) · Alto · Peso (3 kg) · 200 m piani        |
| Seconda giornata | 110 m ostacoli (91,4 cm) · Disco (1,5 kg) · Asta · Giavellotto (700 g) · 1500 m piani | Lungo · Giavellotto (500 g) · 800 m piani                          |
|                  |                                                                                       |                                                                    |
| Indoor           | 60 m ostacoli (91,4 cm) · Lungo · Peso (5 kg) · Alto · 1000 m piani                   | 60 m ostacoli (76,2 cm) · Alto · Peso (3 kg) · Lungo · 800 m piani |

## Competizioni internazionali

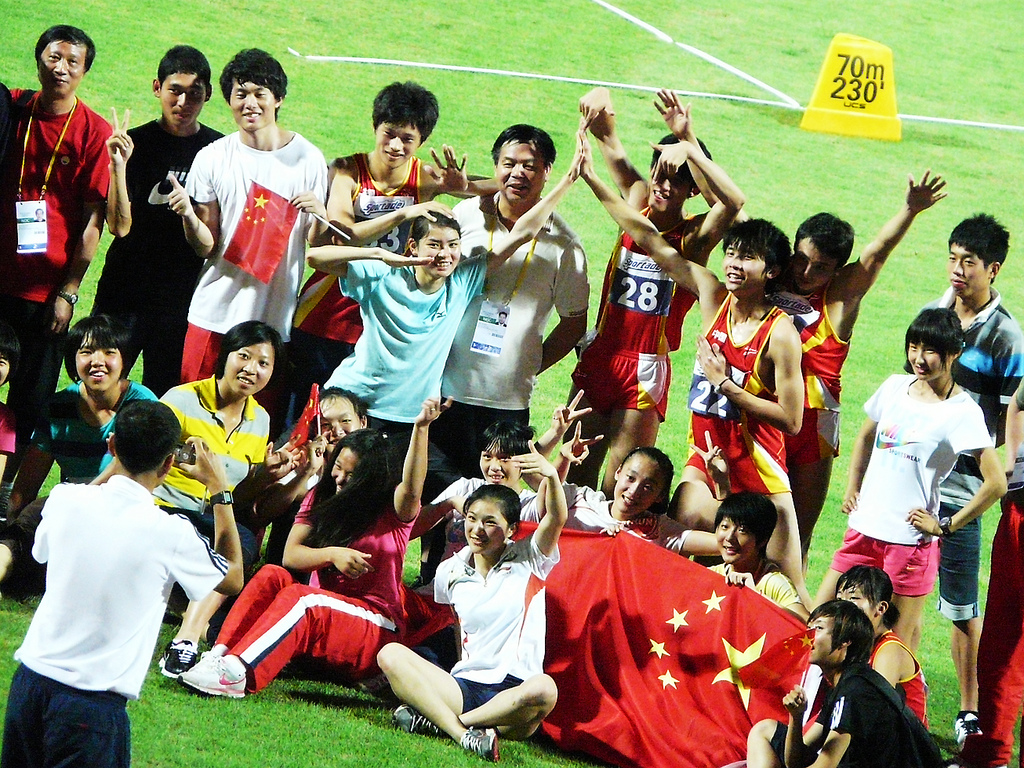
Atleti della delegazione cinese di atletica leggera ai I Giochi olimpici giovanili estivi

Dal 1999 al 2017 si sono svolti, con cadenza biennale, i Campionati del mondo under 18 di atletica leggera (World Athletics U18 Championships), inizialmente noti come Campionati del mondo allievi di atletica leggera, a cui partecipavano atleti selezionati dalle rispettive federazioni nazionali che avessero superato una prestazione di minimo nella propria specialità.
I Giochi olimpici giovanili (GOG, in inglese Youth Olympic Games o YOG) sono una manifestazione sportiva multidisciplinare, ispirata ai Giochi olimpici e patrocinata dal Comitato Olimpico Internazionale (CIO). Come per le Olimpiadi, anch'essi si svolgono ogni quattro anni. La prima edizione dei Giochi estivi si è tenuta nel 2010 a Singapore.
Con cadenza biennale viene organizzato il Festival olimpico della gioventù europea (ufficialmente European Youth Olympic Festival, pertanto conosciuto anche con il suo acronimo EYOF). Tenutosi per la prima volta a Bruxelles nel 1991, è stato concepito come una manifestazione multisportiva europea per giovani atleti, provenienti dai 48 Paesi membri dei Comitati Olimpici Europei.

## Migliori prestazioni mondiali
Sebbene talvolta chiamati record mondiali under 18, la World Athletics utilizza la dicitura migliori prestazioni mondiali under 18 (U18 - World Best Performances) e li riconosce e ratifica come tali; in campo internazionale viene utilizzato l'acronimo WU18 (World Under 18). Analogamente, la miglior prestazione mondiale stagionale under 18 viene indicata con WU18L (World Under 18 Lead).